# Powiat borysowski
Powiat borysowski – dawny powiat guberni mińskiej Imperium Rosyjskiego, następnie w latach 1919–1920 powiat w składzie okręgu mińskiego Zarządu Cywilnego Ziem Wschodnich (ZCZW) – tymczasowej jednostki terytorialnej pod polską administracją. Na jego terenie dziś leżą następujące rejony:
- borysowski obwodu homelskiego
- dokszycki obwodu witebskiego na Białorusi

## Historia

### Wzmianka z r. 1880
Powiat borysowski zajmuje północny kraniec guberni mińskiej a graniczy z gub. wileńską, witebską, mohilewską tudzież powiatami ihumeńskim i mińskim. Powierzchnia gruntu w powiecie wyniosła: tutaj przypada rozgranicze wód Niemna i Berezyny, które pod wsią Daleszkowicze sięga 135 sąż. n.p.m. Na tym wyniesieniu gleba czarnoziem z piaskiem i gliną pszenna. Wschodnia a miejscami i północna część powiatu okryte są lasami i błotami; część zachodnia górzysta, niewiele ma lasów. Główna rzeka Berezyna, ważna pod względem komunikacyjnym. Ma ona w tym powiecie 14 dopływów z prawej strony, 13 z lewej. Prócz nich w powiecie borysowskim mają swoje źródła Klewa i Wilia dopływy Niemna, llia, Dźwinosa dopływy Wilii, Omniszewa i Esa. Jezior liczą 30, najważniejsze z nich Pławio, Bereszta i Lepelskie. Głównie kwitnie w pow. borysowskim przemysł leśny. Pod względem rolniczym uprawa zbóż i lnu. Nad brzegami Berezyny trafia się ruda żelazna. Handel koncentruje się na tej rzece. Rocznie spławiają na niej za 3 miliony rs. towarów na wywóz a przywożą tą, samą, drogą, na 600 tys. rs. Zresztą większy przywóz koleją żelazną niż wodą. Prócz drogi żelaznej brzesko-moskiewskiej przechodzą, przez ten powiat: dawny trakt pocztowy mińsko-smoleński, trakty wojenne borysowsko-miński i borysowsko-lepelski oraz trakt handlowy z Borysowa do Bielnicz. Powiat borysowski dzieli się na 3 zarządy policyjne (stany), 30 gmin wiejskich, 161 okręgów wiejskich. Miejsc. zaludnionych liczy: 18 miasteczek, 52 siół, 727 wsi, zaścianków, chutorów, folwarków i t. p. Mieszkańców 132,347. Z tego prawosławnych 93,927, wyznawców starego obrządku 2100, katolików 21,496, ewangelików 41, izraelitów 14646, mahometan 35. Fabryk 40 z produkcją roczną 89000 r.s. (w tym samych smolarń 25). Szkół ludowych 45. Cena ziemi przecięciowo 200 do 400 rs. za włókę. W powiecie 61 parafij prawosławnych (w tej liczbie 55 dopiero od r. 1839). Rozległość powiatu 8958 wiorst kw.
Czyt. Tyszkiewicz E. „Opisanie pow. borysowskiego pod względem statyst., geognostycznym, historycz., gospodarczym, przemysłowym, handlowym i lekarskim,” Wilno 1847 r.

### XX wiek
Ujezd borysowski guberni mińskiej od 1793 do 1924 (po 1921 w BSRR); ostatecznie przekształcony w rejon borysowski.

## Demografia
Według spisu ludności w grudniu 1919 roku powiat borysowski okręgu mińskiego ZCZW zamieszkiwało 147 673 osób, z których 67,8% zadeklarowało się jako Białorusini, 21,7% – Polacy, 6,3% – Żydzi, 0,2% – „tutejsi”, 0,1% – Litwini, 3,8% – przedstawiciele innych narodowości (w znacznej części Rosjanie). Na terytorium powiatu znajdowało się 1166 miejscowości, z których 4 miały 1–5 tys. mieszkańców i jedna powyżej 5 tys. mieszkańców. Był nią Borysów z 5452 mieszkańcami.

## Oświata
W powiecie borysowskim okręgu mińskiego ZCZW, w roku szkolnym 1919/1920 działało 155 szkół powszechnych, 13 szkół średnich i 4 szkoły zawodowe. Ogółem uczyło się w nich 13 066 dzieci i pracowało 367 nauczycieli.